# Rainermarsch
Der Rainermarsch ist der Regimentsmarsch des ehemaligen K.u.k. Infanterieregimentes Nr. 59 Erzherzog Rainer. Das nach seinem langjährigen Inhaber Erzherzog Rainer benannte Regiment hatte durch Rekrutierungsbezirk und Standort einen besonderen Bezug zu Salzburg, so dass das Stück heute über Salzburgs Grenzen hinaus als dessen zweite Landeshymne bekannt ist.
Der Marsch wurde während des Ersten Weltkriegs vom Musik-Feldwebel Hans Schmid aus Znaim in Galizien komponiert und von ihm als neuer Kapellmeister des Regiments am 11. September 1915 in Olyka (Wolhynien) uraufgeführt.

## Text

### Urtext
Der Urtext stammt von Korporal Josef Schopper, der Regimentsmusiker unter Hans Schmid war. Er hatte ihn auf einer Feldpostkarte notiert.
1. Strophe
Hoch Regiment der Rainer, als tapfer alt bekannt,
wir schützen unsern Kaiser, und unser heilig Land.
Wir siegen oder sterben, für unser Vaterland,
die Feinde wir verderben; hoch Salzburg! Unser Land!

### Heute meist gesungener Text
1. Strophe
Hoch Regiment der Rainer, als tapfer wohl bekannt,
wir schützen uns're Heimat und unser Vaterland.
Wir siegen oder sterben für unser Heimatland,
dem Feinde zum Verderben, hoch Salzburg, unser Land!
2. Strophe
Vom Regiment der Rainer, es stehet fest zur Wehr,
wir kämpfen und wir stürmen dem Regiment zur Ehr´.
Die Feinde müssen weichen, sie fürchten uns´ren Mut,
ja, dir, mein liebes Salzburg, weih´n gern wir unser Blut!
3. Strophe
Vom Inn bis zu den Tauern reicht unser Heimatland,
kein Feind soll es erschauen mit Waffen in der Hand.
wir werden dein gedenken, solang es Rainer gibt,
drum drauf und dran wenn´s sein muss, zeigt, wer die Heimat liebt!

### Varianten
2. Strophe (spätere Version)
Vom Regiment der Rainer, es stehet fest zur Wehr,
wir stürmen und wir schlagen, mit Kolben und Gewehr.
Die Feinde müssen weichen, sie kennen unsre Hand.
Kein Regiment dergleichen, hoch Salzburg, unser Land.
3. Strophe (spätere Version)
Vom Inn bis zu den Tauern reicht unser Heimatland,
kein Feind soll es erschauen mit Waffen in der Hand.
Kein Feind kann es bedrohen, solang es Rainer gibt,
den Mut im Kampf deswegen zeigt, wer die Heimat liebt.
4. Strophe (nach dem Zweiten Weltkrieg hinzugefügt)
Der Weltkrieg hat gefordert viel tapf'res Rainerblut,
mit rauher Hand zertrümmert so manches Hab und Gut.
Am Feld der Ehre blieben getreu bis an das End,
fünftausend Kameraden vom Rainer-Regiment!

## Kritik
Der Komponist des Werks, Hans Schmid, war Parteigänger der NSDAP. Die Verlängerung des Ehrengrabs Schmids am Kommunalfriedhof in Salzburg sorgte daher 2019 für Diskussion im Salzburger Kulturausschuss. ÖVP, SPÖ und FPÖ stimmten für die Verlängerung des Ehrengrabs. Vor allem die Bürgerliste kritisierte, dass es unangemessen sei, Mitgliedern der NSDAP eine derartige Ehrung zuteilwerden lassen.
Der Musikwissenschaftler Wolfgang Dreier-Andres, Archivleiter beim Salzburger Volkslied-Werk, ist der Meinung, vom "Siegen und Sterben" zu singen sei nicht mehr zeitgemäß. Es sei einer Demokratie nicht dienlich, wenn das "Siegen und Sterben" heroisiert wird. Außerdem löst das Spielen des Marsches in der Öffentlichkeit oft fragwürdige Reaktionen aus. Bei Festen und in Bierzelten stehen dann üblicherweise zahlreiche Besucher auf, singen den Text vom „Siegen und Sterben“ und vom „Verderben“ des Feindes und halten sich dabei die Hand an die Brust.